# 살수 (영화)
살수(THE ASSASSIN)는 대한민국에서 제작된 곽정덕 감독의 2023년 액션 영화이다. 신현준 등이 주연으로 출연하였다.

## 출연

### 주연
- 신현준 : 이난 역
- 이문식 : 이방 역
- 김민경 : 선홍 역
- 홍은기 : 달기 역
- 최성원 : 사또 역

### 조연
- 이로운 : 칠복 역
- 이정민 : 야월 역
- 이준영 : 점박이 역
- 공재민 : 포졸 1 역